# 瑞日
瑞日（法語：Jugy，法語發音：[ʒyʒi]）是法国索恩-卢瓦尔省的一个市镇，属于索恩河畔沙隆区。

## 地理
瑞日（46°36'26"N, 4°51'55"E）面积7.69 平方千米，位于法国勃艮第-弗朗什-孔泰大區索恩-卢瓦尔省，该省份为法国中部省份，北起顺时针与科多尔省、汝拉省、安省、罗讷省、卢瓦尔省、阿列省和涅夫勒省接壤。
与瑞日接壤的市镇（或旧市镇、城区）包括：大塞讷塞、布瓦耶、蒙索拉尼、楠通、韦尔。

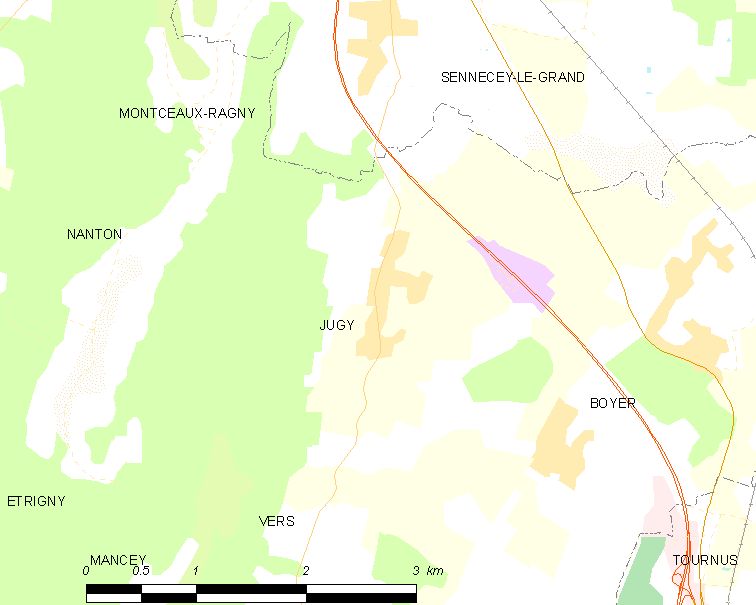
瑞日的OSM定位图

瑞日的时区为UTC+01:00、UTC+02:00（夏令时）。

## 行政
瑞日的邮政编码为71240，INSEE市镇编码为71245。

## 政治
瑞日所属的省级选区为图尔尼县。

## 人口

1962-2008年间瑞日人口变化图示

瑞日于2022年1月1日时的人口数量为332人。